# Virgularia alba
Virgularia alba är en korallart som först beskrevs av Nutting 1912.  Virgularia alba ingår i släktet Virgularia och familjen Virgulariidae. Inga underarter finns listade i Catalogue of Life.